# 熊本市立図書館
熊本市立図書館（くまもとしりつとしょかん）は熊本県熊本市中央区にある市立の公共図書館である。
熊本市立図書館設置条例では、熊本市立図書館を、中央区に置くと規定し更に分館を置くことができるとし、熊本市立図書館設置条例施行規則で分館として
植木図書館（北区）、城南図書館（南区）、とみあい図書館（南区）を設置するとしている。またくまもと森都心プラザ図書館（西区）については、別途、くまもと森都心プラザ条例において規定がされている。
また上記のほかに、熊本市公民館条例施行規則による公民館の施設である図書室16室、熊本市立図書館設置条例第2条第4号に7規定する移動図書館車3台をもつ。

## 歴史
前身は、第二次世界大戦の終戦後に連合国軍最高司令官総司令部 (GHQ) の民間情報教育局 (CIE) が日本各地に設置した「CIE図書館」のひとつ「熊本CIE図書館」であり、これは1948年（昭和23年）10月に蔵書数3000冊、雑誌400種で開館した。当初からレコードやスライドなども所蔵しており、定期レコードコンサート、英会話講座、童話会などの文化活動を行っていた。1951年（昭和26年）の時点では蔵書数7000冊、雑誌500種にまで増えたが、それらは医学・機械・教育といった専門書が大半であった。
1952年（昭和27年）5月に米国国務省の管理下「アメリカ文化センター」となり、翌1953年（昭和28年）の10月に熊本市へ移管され、中央公民館図書室と統合のうえ「熊本市立図書館」として市公会堂（現在の市民会館の場所）の2階に移転した。これは、九州の県庁所在地の中で最も早い市立図書館の開設である。その後、1965年（昭和40年）に熊本城二の丸へ、1968年（昭和43年）白川公園内の社会教育会館（のち中央公民館）へ移転。1982年（昭和57年）4月には現在地（大江）の、コンピュータを備えた新館へと移転した。
改修工事のため、市立図書館は2014年9月1日から2015年2月28日まで半年間の長期休館となったが、市内にある熊本県立図書館も市立同じく国の「地域の元気臨時交付金」を活用して改修工事を行うことから、市立・県立揃って長期休館となってしまった。

休館日
- 月曜日、12月29日から1月4日（公民館図書室は1月3日まで）、特別整理日
- 植木図書館：毎週月曜日（祝日を除く）、年末年始、特別整理日（2週間以内）
- 公民館図書室：
  - 中央、西部、東部、北部、天明： 第2木曜日
  - 花園、飽田、幸田、託麻、清水： 第3木曜日
  - 五福、河内、南部、秋津、龍田、富合： 第4木曜日
  - 隈牟田： 毎週月曜日（祝日を除く）、年末年始、特別整理日（1週間以内）、第4木曜日（室内整理日）
  - 男女共同参画センターはあもにい（情報資料室）： 第2・第4木曜日（祝日を除く）、年末年始

## 施設一覧
- 隈牟田図書室は2014年2月末で閉室。城南図書館は2014年3月1日開館。
- 「公民館図書室」という呼称を現在も使用しているが、実際に「公民館」という名の施設内にあるのは中央公民館と河内公民館の図書室のみで、他は出張所や区役所などにある。
- 蔵書冊数には視聴覚資料、雑誌を含まない。
- 貸出冊数には視聴覚資料、雑誌、団体貸出を含む。

| 図書館                                                         | 所在地                                        | 蔵書冊数  | 貸出冊数  |
| -------------------------------------------------------------- | --------------------------------------------- | --------- | --------- |
| 市立図書館                                                     | 中央区大江六丁目1-74                          | 565,811   | 881,211   |
| 市立図書館ひまわり号 （移動図書館）                            |                                               | 8,367     | 15,657    |
| 植木図書館                                                     | 北区植木町岩野238-1 北区役所内                | 67,285    | 208,217   |
| 植木図書館わかくさ号 （移動図書館）                            |                                               |           | 23,479    |
| 城南図書館                                                     | 南区城南町舞原451-9                           | 70,880    | 25,925    |
| 城南図書館ひのきみ号 （移動図書館）                            |                                               | 1,031     | 123       |
| くまもと森都心プラザ図書館                                     | 西区春日一丁目14-1 くまもと森都心内           | 229,132   | 543,410   |
| 東部公民館図書室                                               | 東区錦ヶ丘1-1 東部出張所内                    | 32,628    | 185,926   |
| 龍田公民館図書室                                               | 北区龍田弓削一丁目1-10 龍田出張所内           | 33,555    | 112,732   |
| 託麻公民館図書室                                               | 東区長嶺東七丁目11-15 託麻総合出張所内        | 32,568    | 123,943   |
| 幸田公民館図書室                                               | 南区幸田二丁目4-1 幸田総合出張所内            | 31,191    | 123,630   |
| 中央公民館図書室                                               | 中央区草葉町5-1 中央公民館内                  | 35,201    | 41,013    |
| 清水公民館図書室                                               | 北区清水亀井町14-7 清水総合出張所内           | 30,436    | 114,535   |
| 秋津公民館図書室                                               | 東区秋津三丁目15-1 秋津出張所内               | 31,531    | 110,261   |
| 南部公民館図書室                                               | 南区南高江六丁目7-35 南部出張所内             | 34,097    | 61,697    |
| 花園公民館図書室                                               | 西区花園五丁目8-3 花園総合出張所内            | 30,459    | 86,870    |
| 北部公民館図書室                                               | 北区鹿子木町66 北部総合出張所内               | 22,931    | 37,915    |
| 河内公民館図書室                                               | 西区河内町船津791 河内公民館内                | 22,805    | 10,416    |
| 天明公民館図書室                                               | 南区奥古閑町2035 天明総合出張所内             | 22,463    | 15,740    |
| 飽田公民館図書室                                               | 南区会富町1333-1 飽田総合出張所内             | 29,636    | 37,352    |
| 西部公民館図書室                                               | 西区小島二丁目7-1 西区役所内                  | 25,670    | 85,741    |
| 富合公民館図書室                                               | 南区富合町清藤400 アスパル富合内              | 55,000    | 127,400   |
| （2014年閉室） 城南公民館隈牟田図書室                          | 南区城南町宮地1050 城南総合出張所内           | 11,963    | 25,754    |
| （2014年閉室） 城南公民館隈牟田図書室 ひのきみ号（移動図書館） |                                               |           | 1,794     |
| 五福公民館図書室                                               | 中央区細工町2-25 五福まちづくり交流センター内 | 15,881    | 34,951    |
| 男女共同参画センター はあもにい（情報資料室）                  | 中央区黒髪三丁目3-10                          | 17,610    | 15,705    |
| 計                                                             |                                               | 1,458,131 | 3,051,397 |

## 交通アクセス
- 熊本市電味噌天神前電停から徒歩5分
- 九州産交バス・熊本電鉄バス・熊本バス・熊本都市バス 味噌天神バス停から徒歩5分
- 熊本都市バス 市立図書館前バス停下車すぐ